# Club de investitori
Un club de investitori este o entitate fiscală care are ca scop fructificarea capitalului investit de membrii săi.

## Primul club de investitori din lume
Desi oamenii investesc in grupuri de mii de ani, primul club de investitori a fost stabilit in Texas in 1898, pe vremurile Vestului Salbatic, cand putine investii puteau fi considerate “sigure”.
Cluburile de investitori erau vazute ca si modul ideal de a raspandi riscul si diversificare ( fata de cireadele de vaci care reprezentau o activitate de baza pentru multi dintre primii investitori din Texas.

## Cel mai vechi club de investitori functional din lume
Cel mai vechi Investment Club sau Club de investitori din lume inca functional este '"Lafayette College Investing Club" sau Clubul de investiti extracuricular din Lafayette, o mică școala din Pennsylvania.
Clubul a fost infintat de John Tarbell, un profesor de finante care s-a alăturat armatei. Ulterior sfaturile sale au fost ascultate de multi veterani. Atat de apreciate incat acestia i-au incredintat 3.000$ pentru a incepe Clubul de investitori din scoala Lafayette, unde profesorul John Tarbell  a revenit la predarea finanțelor dupa serviciul militar.
Fondul a câștigat mai mult de 17,500%, din momentul primei achizitii în 1946 si se poate mandri ca este un fond de investitii care are per ansamblu un randament peste media pietei, raportat la indicele american S&P 500.
“Investitiile sunt pentru toată lumea” este motto-ul neoficial al clubului, una dintre cele mai populare organizații din campus.
"Se estimeaza că, în cazul în care clubul ar fi reinvestit toate dividendele sale de-a lungul anilor, s-ar fi acumulat aproape 4 milioane de dolari. Dar clubul este educativ și de multe ori folosește banii din dividende pentru a finanța activități, vorbitori și excursii pe teren. "

## Ce este un club de investitori?
Un club de investitori este un grup de oameni care isi pun banii la comun pentru a face investii comune.
De regula, cluburile de investitori sunt organizate ca si parteneriate si dupa ce membrii clubului studiaza mai multe potentiale investiii, grupul de investitori decid sa vanda/cumpere sau sa mentina un activ financiar pe baza unui vot majoritar din partea membrilor.
Intalnirile clubului pot fi educationale si fiecare membru poate sa participe activ in decizile de investitii.

### Cluburi de investitori extraculiculare ( High School Extracurricular Investment Clubs )
Aceasta forma de club de investitori, se constituie de regula pentru a dezvolta interesul in investitii si a starnii curiozitatea minorilor, de regula liceeni.
De regula, cluburile de investitii afiliate liceelor sau facultatilor sunt conduse de un adult care are o experienta vasta in domeniul investitiilor. Un exemplu in acest sens este “Hopkins School Investment Club” , format din liceeni de elita din New Heaven, SUA.

### Cluburi de actiuni, fonduri mutuale si obligatiuni ( Stock, Mutual Fund or Bond Investment Clubs )
Aceste cluburi sunt formate de regula din oameni care isi pun banii impreuna intr-un fond inchis de investii pentru a cumpara actiuni, optiuni, fonduri mutuale, obligatiuni. Multe cluburi sunt educationale in natura cu obiectivul de a invata cum sa faci tranzactii inteligente.
Organizatia “ National Association of Investors Corporation “ este ONG de tip Federatie al multor cluburi de investitori dedicate acestui scop.  Aceste cluburi decid sa cumpere-vanda valori mobiliare pe baza unui vot majoritar al membriilor.
Obiectivele cluburilor de actiuni, fonduri mutuale si obligatiuni pot sa difere si U.S. Securities and Exchange Commission (SEC)  , echivalentul  Autoritatea de Supravechere Financiara (ASF) poate sa ceara inregistrarea clubului, in functie de natura si scopul investitiilor desfasurate.
SEC, face diferenta intre cluburi in functie de cateva reglementari legale, printre care “ Securities Act of 1933” si “Investment Company Act of 1940”, care  trebuie urmate de catre cluburile de investitori dacă și numai dacă interesele investitionale are clubului sunt de natura unei pietei reglementate de SEC.

### Cluburi de investitorii in Imobiliare ( Real Estate Investment Clubs )
Cluburile de acest gen sunt de regula prezentate ca si un “grup de investitorii in imobiliare” sau ca si “Companie” si nu un Club. Sub reglementarile legale, un astfel de club trebuie sa aiba cel mult 100 de membrii, in timp ce “un grup real de investitorii imobiliari” ar putea avea peste 100 de membrii.
Acest fel de cluburi, investesc de regula in imobiliare sau imprumuturi imobiliare ( “notes”) catre o alta entitate. Membrii acestul tip de club pot beneficia de : fluxuri constante de numerar, apreciarea activelor imobiliare, beneficii fiscale prin deduceri fiscale si dividende, puterea de negociere mare ( ca si grup ) , lichiditate mare si diversificarea riscului.

### Cluburi de investitori in afaceri ( Business Investment Clubs )
Acest tip de cluburi sunt de asemenea denumite “incubatoare” si sunt formate cu scopul de a cumpara afaceri cu scopul de avea acces la un flux de numerar (imprumuturi, r oyalty) si a detine parti sociale in companiile in care s-a făcut investitia.
Investitori dintr-un astfel de club de regula investesc in investiii cu risc redus, precum : francize ( cel mai des intalnita este franciza fast-food) cu cel putin 2 ani de istoric financiar pozitiv, benzinarii, hoteluri, dar si investii mai riscante : startup-uri, inventii, patentare produse si dezvoltarea de prototipuri.

### Cluburi de investitori hibride (Hybrid Investment Clubs)
Cluburile de investitori hibride sunt o combinatie intre una sau mai multe tipuri de cluburi din cele mai sus mentionate.
De regula cluburile de investitori in imobiliare, ca si investitie sunt cu un risc mai mic si cu o marja de profit mai mare ( marja de profit intre 21%-70% in SUA ) decat cluburile de investitori in actiuni, fonduri mutuale si obligatiuni.
Cluburile de investitori in afaceri sunt ca si categorie de risc similare cu cluburile de investitori in actiuni insa reprezinta niste avantaje suplimentare, precum : marje mari de profit, costuri reduse de operare.
De asemenea ca si actionar intr-un business, exista posibiliatea sa angajezi si sa fi angajat in acel business.

## Reglementari legale, modelul american
Sunt cluburile de investitori reglementati de Comisia de Valori Mobiliare SUA ?
Cluburile de investitori in mod uzual nu trebuie sa fie inregistrati sau sa se inregistreze la Registrul Comertului pentru vanzarile de parti sociale. De asemenea cluburile de investitori nu trebuie sa respecte reglementarile legale cu privire la participantii la Piata de capital.
Vom discuta despre 2 reglementari ale pietei de capital care in anumite cazuri se pot aplica cluburile de investitori :
- Sub incidenta “Securities Act of 1933” daca activele detinute de club se regasesc pe o piata reglementata, atuncea vanzarea si cumpararea de astfel de active poate intra sub incidenta reglementarilor Pietei de capital.
- Sub incidenta legii “Investment Company Act of 1940” un club de investitori poate fi si o companie de investitii ( brokeraj ) si sa se afle sub reglementarile Pietei de capital.

### Cand trebuie un club de investitori sa fie inregistrat cu Comisia de Valori Mobiliare sub incidentata legii “ Securities Act din 1933 ”?
Avand in vedere ca legea “Securities Act din 1933” reglementeaza inregistrarea vanzarii / cumpararii majoritatii activelor mobiliarea, clubul de investitori trebuie sa se gandeasca daca doresc ca activele administrare de club sa fie de natura valorilor mobiliare.
In mod general, membership la un club de investitori este vazut ca si “ Un contract de Investitii” sau “Parteneriat de investitii” daca membri clubului investesc si asteapta sa faca un profit din spiritul antreprenorial si eforturilor managereriale ale membrilor clubului.
Daca fiecare membru dintr-un club de investitori participa activ in a decide ce investitii se fac, atuncea activele clubului in cele mai multe cazuri nu sunt considerate “valori mobiliare” si nu intra sub incidenta reglementarilor Pietei de capital.
Daca clubul de investitori este un club cu membri pasivi atuncea ar putea intra sub incidenta reglementarilor Pietei de capital. Membrii pasivi insemnand membrii discretionari ale caror active sunt administrate de un consultant de investitii, autorizat de SEC
In anumite situatii, vanzarea si cumpararea de active mobiliare nu trebuie sa fie inregistrate deoarecele ele sunt scutite de reglementarile legale.

### Cand trebuie un club de investitori sa fie inregistrati cu Comisia de Valori Mobiliare SUA ca si o companie de investii, sub incidenta legii “Investment Company Act din 1940”
Un club de investitori trebuie sa fie inregistrati cu Comisia de Valori Mobiliare SUA si sa respecte incidentele legii “Investment Company Act din 1940” in una din cele 3 situatii de mai jos :
1. Clubul de investitori investeste pe o piata reglementata de Comisia de Valori Mobiliare.
2. Clubul de investitori emite active care sunt valori mobiliare
3. Activitatile clubului nu se pot baza pe o excludere din definitia unei compani de investii.

De exemplu o “ firma privata de investitii” nu trebuie sa se inregistreze la Comisia de Valori Mobiliare SUA.
Ca sa se califice, un club de investitori nu trebuie :
- sa propuna sau sa faca o oferta publica de vanzare a valorilor mobiliare proprii
- sa nu aiba mai mult de 100 de membri

#### Cum stim daca un club de investitori face o oferta publica?
Un anunt ca un club de investitori cauta noi membri poate fi considerata o oferta publica, dar acest lucru este determinat de la caz la caz. Un avocat cu experienta pe Piata de capital poate sa ajute in a clarifica daca interesele clubului sunt valori mobiliare si daca clubul de investitori face o oferta publica de valori mobiliare.

### Este un consultant de investitii al clubului obligat sa respecte prevederile legale ce se resfrang asupra consultantilor de investitii?
Daca acest consultant de investitii este remunerat pentru consilierea pe care o oferta atuncea trebuie sa profeseze aceasta meserie respectant preveredile “Investment Advisers Act din 1940”. De asemenea daca o persoana selecteaza investitiile ce se vor face in numele clubului atuncea trebuie sa fie inregistrat ca si un consultant de investitii.
In general, o persoana care are mai mult de 25 milioane de dolari in administrare este obligat sa fie inregistrat cu Comisia de Valori Mobiliare SUA, sub legea “Investment Advisers Act din 1940”
O persoana care are sub administrare mai putin de 25 milioane de dolari trebuie sa fie inregistrat la autoritatea locala si sa respecte prevederile legale locale, insa nu este nevoie sa fie inregistrat cu Comisia de Valori Mobiliare SUA si nu intra sub supravegherea acestei comisii.
Atat legea “Investment Advisers Act din 1940” cat si reglementarile autoritatilor locale nu obliga de regula inregistrarea consultantilor de investitii cu un numar mic de clienti.

### Difera reglementarile Cluburilor de investitori de la stat la stat?
Reglementarile Pietei de capital pot sa difere intre reglementarile federale americane si cele de la stat la stat.
Pentru a afla mai mult de aceste diferente, se recomanda vizitarea site-ul  “North American Securities Administrators Association (NASAA)”, de asemenea pentru mai multe informatii despre rolul educativ al cluburilor de investitori se poate consulta site-ul “National Association of Investors Corporation (NAIC) “, aceasta organizatie ofera servicii educationale pentru indivizii si membrii cluburilor de investitori.

## Modul de organizare al cluburilor de investitori
Pentru a opera un club de investitori, operatiunile clubului trebuie sa fie conduse intr-un mod cat mai organizat. Nivelul formalitatilor difera mult in fuctie de tipul de club. Un club de investitori tipic va avea totusi canale informale de comunica via email, retele sociale. In completare la canalele neoficiale de comunicare un club de investitori trebuie sa aiba si canale oficiale de comunicare, un club de investitori trebuie sa isi fixeze canale oficiale de comunicare pentru a functiona intr-o maniera organizata si transparenta.
O intalnire oficiale trebuie sa se asemene pe cat posibil unei intalniri oficiale a unei companii cu “oficialitati alese”
De regula, intalnirile oficiale ale clubului au loc lunar. Agenda acestor intalniri trebui sa includa:
- Procesul verbal de prezenta
- Lista cu afacerile neterminate ale lunii precedente
- Sumarul voturilor - sumarul decizilor votate din intalnirile precedente
- Prezentarea VUAN- Valoarea Unitara al Activului Net, indicator financiar ce indica fluctuatia valorii investitiei pe hartie
- Fondurile disponibile - o prezentare a fondurilor financiare disponibile
- Prezentarea studiilor de piata si/sau al optiuniilor de investitii - fiecare membru din club care propune o oportunitate de investitie trebuie sa isi argumenteze opinia printr-un studiu.
- Votul pentru a mentine sau a vinde un activ financiar - Votul pentru a pastra rezervele banesti, a vinde active financiare sau a investi in alta optiune financiara
- Votul final de asumare a unei investitii - Votul final de asumare a unei strategii de investii, ce va mentiona suma exacta de bani necesari si strategia de executie a investitiei.
- Alte operatiuni non financiare - Operatiunile de zi cu zi, aceste decizii pot include decizia de a schimba compania de brokeraj si alte discutii de ordin administrativ. De regula pentru astfel de decizii de zi cu zi se pot lua si prin vot electronic.
- Incheierea formala a intalnirii si intocmirea procesului verbal de sedinta.

### Structura legala
Cluburile de investitori sunt in general formate ca si parteneriate generale ( General Partnerships), dar de asemenea pot fi formate ca si SRL ( limited liability company ) , parteneriat cu raspundere limitata ( limited liability partnership ), corportatii sau proprietate exclusive ( Sole Partnership ) ce transfera active imobiliare catre un Trust, detinut de membrii clubului, similar cu un Trust de Familie ( Famility Trust Fund )
Avand in vedere numarul mare de optiuni de inregistrare,  este recomandat ca membrii unui club de investitori trebuie sa isi aleaga in primul rand tipul de club dorit si apoi sa se consulte cu un consultant fiscal pentru a alege forma optima de inregistrare. De regula SEC cere inregistrarea clubului doar daca clubul depaseste 100 de membrii si/sau activele administrare de club depasesc 25 mil. dolari.

### Implicari fiscale
In Statele Unite, parteneriatele de tip cluburi de investitori trebuie sa se inregistreze fiscal, completand Formularul 1065 si sa programeze un K-1s cu IRS (Internal Revenue Service) fiecare an. In Marea Britanie, cluburile de investitori si membrii el trebuie sa se inregistreze fiscal la HMRC ( Her Majesty's Revenue and Customs ) completand formularul 185 ( formularul nou )

## Cluburi de investitori in Romania

### Invest Club
Invest Club este primul si cel mai mare club de investitori din Romania, cu peste 250 de membrii, dintre care 30 de investitori seniori.
Asociatia "Invest Club" a fost fondata in Cluj-Napoca la data de 19 aprilie 2015 si deserveste comunitatile de Investitori din Cluj-Napoca, Timisoara, Targu-Mures si Suceava.
Ca si mod de functionare, cluburile de investitori nu au inca un statul special in Romania, precum cluburilor de investitori din Uniunea Europeana sau SUA.
Din acest motiv administrarea banilor la comun a membrilor clubului nu se poate face dupa o reglementare legala specifica acestui tip de plasament colectiv.

#### Randamentul fondului de Investitii Invest Club
“De-a lungul anului au contribuit 27 de membrii ai clubului, desi numarul total al membrilor simpatizanti este mult mai mare. Sumele stranse sunt evident mici, dar asta nu din cauza lipsei de interes, ci mai degraba din lipsa unei legislatii, care in schimb este in vigoare in orice tara a Uniunii Europe, si care recunoaste si reglementeaza activitatea unui astfel de plasament colectiv si anume - clubul de investitori." ;
Fondul a fost lansat pe 26 iunie 2015, cu putin timp inainte de prabusirea burselor din vara anului trecut, cauzata de turbulentele din China. In aceste conditii unitatea de fond a scazut de la momentul lansarii si pana la sfarsitul lui martie 2016 cu 3,5%, in comparatie cu scaderea de 7,9% a BET, principalul indice al Bursei de Valori Bucuresti.
Sa bati piata, pe baza votului a 27 de persoane, e de-a dreptul incredibil, spun eu. Acest procent nu este atat de relevant pentru noi, mult mai important fiind faptul ca am reusit sa trezim interesul fata de bursa si sa cladim increderea intre membri.